# Machaerirhynchus
Machaerirhynchus és un gènere d'ocells de l'ordre dels passeriformes, que s'ha classificat dins la família dels monàrquids (Monarchidae), però que en la classificació del IOC figura en una família pròpia dels maquerirrínquids (Machaerirhynchidae).
El gènere es distribueix per Nova Guinea i nord-est d'Austràlia.

## Llistat d'espècies
Se n'han descrit dues espècies:
- Machaerirhynchus nigripectus - monarca becplà pitnegre. Propi de Nova Guinea.
- Machaerirhynchus flaviventer - monarca becplà pitgroc. De Nova Guinea i nord-est d'Austràlia